# Osiedle Janasa-Ondraszka
Osiedle Janasa-Ondraszka (nazywane również osiedlem Janasa) – osiedle mieszkaniowe w Katowicach, położone pomiędzy ulicą W. Janasa a ulicą Ondraszka, na obszarze dzielnicy Załęże.
Składa się z pięciu 11-piętrowych (około 40 m wysokości) bloków mieszkalnych wybudowanych na przełomie lat 70. i 80. XX wieku na zlecenie huty „Baildon”. Wchodzi w skład osiedla „Załęże” Spółdzielni Mieszkaniowej „Górnik” w Katowicach. 
Bezpośrednio na terenie osiedla brak jest usług towarzyszących – najbliższe placówki znajdują się przy ulicy Gliwickiej. Na osiedle można dotrzeć tramwajami oraz autobusami kursującymi na zlecenie ZTM-u z pobliskiego przystanku Załęże Janasa, położonego przy ulicy Gliwickiej. W pobliżu osiedla położony jest także przystanek kolejowy Katowice Załęże.